# The Guardian
Гардијан (енгл. The Guardian), раније познат и као Манчестер Гардијан (енгл. The Manchester Guardian), британски је дневни лист у власништву Гардијан мидија група. Лист је основан 1921, а уређивачка политика је блиска ставовима лијевог центра. На изборима 2010, Гардијан је подржавао либералне демократе.
Лист се дневно продавао у 283.063 примјерка (марта 2010), одмах иза Дејли телеграфа и Тајмса, а испред Индепендента. Веб-сајт Guardian.co.uk један је од најпосјећенијих новинских сајтова на енглеском језику. Према њиховом уреднику, Гардијан је друго најчитаније онлајн издање неких новина и свијету, након Њујорк тајмса.
Гардијан викли, који се продаје широм свијета, садржи чланке из Гардијана и његовог недјељног часописа Обзервер, као и извјештаје и књижевне критике из Вашингтон поста и преводе из Ле монда.